# Der Staatsanwalt hat das Wort: Nur einen Schluck
Nur einen Schluck ist ein deutscher Kriminalfilm aus dem Jahr 1983. Er erschien als 84. Folge der Reihe Der Staatsanwalt hat das Wort. In der Hauptrolle ist Horst Schulze zu sehen.

## Handlung
Harald Wibke ist Mitte 50, seit vielen Jahren alkoholkrank und hat bereits mehrere Entziehungskuren hinter sich. Nach einer erneuten Entziehungskur ist Harald zunächst optimistisch und guter Dinge. Das Verhältnis zu seiner Ehefrau Gisela, zu seiner Tochter und zu seinem Sohn ist jedoch seit längerer Zeit sehr angespannt. Harald hat inzwischen seine Arbeitsstelle gewechselt. Doch zu seinen neuen Kollegen findet er absolut keinen Zugang. Er verschweigt zudem seine jahrelang andauernde Alkoholsucht. Harald ist frustriert von seiner neuen Anstellung im Betrieb und kündigt kurzerhand fristlos. Gisela ist zunächst nicht begeistert von Haralds neuer Lebensmoral, doch will er von einer neuen beruflichen Herausforderung nichts wissen, da er seiner Meinung nach sich schon viel zu lange hat von Anderen nur noch herumstoßen lassen.
Harald, der oft cholerisch wirkt, verfällt recht schnell wieder in alte Muster und nachdem seine Vorstellungen für einen neuen Beruf nicht in Erfüllung gehen, resigniert er und greift wieder zur Flasche. Harald erleidet einen Rückfall, doch dies verheimlicht er zunächst vor seiner Familie und seinen Bekannten. Harald treibt sich immer öfters in Kneipen herum und trinkt. Mit der Zeit ist ihm auch jedes Mittel zum Zweck recht. Sein eigenes Geld ist jedoch aufgebraucht und somit beginnt er zu stehlen. Er nutzt Freunde und Bekannte aus und verspielt damit das Vertrauen aller, die ihm eigentlich noch etwas bedeuten und die ihn stets achten. Harald sieht irgendwann ein, dass er jegliche Grenzen überschritten hat und sich in einer Sackgasse befindet. Doch er selbst kennt irgendwie keinen Ausweg mehr aus seiner Situation.
Als Harald nach einer nächtlichen Kneipentour morgens völlig betrunken zu Hause auftaucht, kommt es zu einem heftigen Streit mit seiner Tochter. Sie hat gemerkt, dass ihr Geld fehlt und Harald sie vor kurzem bestohlen haben muss. Harald streitet dies ab. Bei der Auseinandersetzung hat Harald einen seiner für ihn typischen Wutausbrüche und stößt dabei seine Tochter von sich weg, woraufhin sie im Hausflur mehrere Treppenstufen hinunterstürzt und dann regungslos liegenbleibt. Harald, der nun so langsam begreift was er eigentlich getan hat, verzweifelt immer mehr und ruft die Schnelle Medizinische Hilfe. Erst im Krankenhaus wird das Ausmaß seiner Tat richtig klar. Der behandelnde Arzt sagt zu Gisela, die inzwischen dazugekommen ist, dass ihre Tochter ein schweres Schädelhirntrauma und eine Hirnblutung erlitten hat. Eine dauerhafte körperliche und geistige Beeinträchtigung infolge des Treppensturzes kann nicht mehr ausgeschlossen werden. Harald Wibke muss sich deshalb nun vor Gericht verantworten und wird letztendlich wegen schwerer Körperverletzung zu vier Jahren Haft verurteilt.

## Hintergründe
Die Dreharbeiten zum Film fanden im Jahr 1982 statt.
Seine Erstausstrahlung erlebte der Film am 22. Februar 1983 zur Hauptsendezeit im 1. Programm des DDR-Fernsehens. Nach der Wende wurde der Film mehrfach im Fernsehen wiederholt, darunter auch im MDR und im Hessischen Rundfunk.